# Рабочая партия Британии
Рабочая партия Британии (англ. Workers Party of Britain, WPB), также известная как Рабочая партия Великобритании (англ. Workers Party of Great Britain, WPGB) — политическая партия в Великобритании, образованная в декабре 2019 года и возглавляемая Джорджем Галлоуэем. Партия позиционирует себя как социалистическую и антиимпериалистическую, однако критики указывают на использование ей правого популизма.

## История
Рабочая партия Британии была создана как реакция на провал Лейбористской партии на всеобщих выборах в Соединенном Королевстве в 2019 году и отставку Джереми Корбина с поста лидера Лейбористской партии.
В марте 2021 года партия выдвинула своего первого кандидата на выборную должность Пола Берроуза на дополнительных выборах в округ Хеленсборо и Ломонд Саут (запад Шотландии) в совете Аргайл-энд-Бьюта. Берроуз занял последнее место из шести, набрав 22 голоса (0,9 %).
На местных выборах в Соединенном Королевстве в 2021 году партия выдвинула более 40 кандидатов на местных выборах в Англии.
Впервые в парламентских выборах партия приняла участие в 2021 году на довыборах в округе Бэтли-энд-Срэн (Уэст-Йоркшир). Лидер партии Джордж Галлоуэй набрал 8 264 голоса (21,9 %), занял третье место и не прошёл в парламент. Галлоуэй сосредоточился на проблемах Палестины, Кашмирского конфликта, критике лидера лейбористов Кира Стармера, отстранении учителя за показ карикатуры на Мухаммеда в средней школе Батли, и возобновление работы полицейского участка в Батли.
На местных выборах 2022 года кандидат от Рабочей партии Эд Вуллард набрал 15 % голосов в округе Бордсли и Хайгейт в Бирмингеме.
В июле 2023 года бывший член парламента от Лейбористской партии Крис Уильямсон вступил в Рабочую партию. РПБ выступила в защиту Уильямсона, который был исключен из Лейбористской партии за его комментарии по поводу обвинений в антисемитизме в Лейбористской партии.
На съезде партии в декабре 2023 года Гэллоуэй был переизбран лидером партии. Были избраны три заместителя руководителя — Крис Уильямсон, Энди Хадд (вице-президент профсоюза железнодорожных инженеров и пожарных) и Питер Форд (бывший посол Великобритании в Бахрейне и Сирии).
29 февраля 2024 года Галлоуэй набрал почти 40 % голосов на дополнительных выборах в Рочдейле в 2024 году и таким образом получил первый мандат в парламенте для партии. В своей речи после оглашения результатов Гэллоуэй сказал: «Кир Стармер, это для Газы. Вы заплатите высокую цену за ту роль, которую вы сыграли в создании условий, поощрении и прикрытии катастрофы, происходящей в настоящее время в оккупированной Палестине, в секторе Газа».
В мае 2024 года премьер-министр Риши Сунак назначил выборы в парламент Великобритании на 4 июля 2024 года. 30 мая действующий парламент был распущен. На выборы РПБ выдвинула 152 кандидата. По итогам голосования ни один из них не попал в Палату общин.

## Идеология и платформа
Партия описывает себя как «экономически радикальную с независимой внешней политикой» и «однозначно приверженную классовой политике». В мае 2021 года Галлоуэй описал партию как «патриотическую альтернативу рабочего класса фальшивым проснувшимся антибританским „лейбористам“». Партия выступает против членства Британии в НАТО.
Платформа партии изложена в ее плане из 10 пунктов, в котором она выступает за «восстановление британской промышленности», всеобщее «достойное жилье», «бесплатный или дешевый» общественный транспорт.
В манифесте партии говорится: «Переход к зеленой экономике должен осуществляться темпами, соответствующими способности нашего населения позволить себе это. Мы не поддадимся более апокалиптической Зеленой истерии, которая наводняет наши СМИ, но мы будем стремиться к рациональным дебатам, сосредоточенным на демократических результатах, выгодных для трудящихся».
Лидер и основатель партии Джордж Гэллоуэй характеризует себя как социал-консерватора и получил поддержку от неонациста Ника Гриффина. На довыборах 2024 года для мусульманской части своего электората Гэллоуэй в своей агитации упирал на солидарности с Газой, одновременно распространяя для другой её части — белых консервативных избирателей — посылы, отсылающие к лозунгам Дональда Трампа («сделаем Рочдейл снова великим»), трансфобии и риторике «закона и порядка». Партия не признает гендерную самоидентификацию.
Гэллоуэй выступает за расширение автономии Шотландии, но категорически против её отделения от Великобритании (участвовал в совместной кампании против независимости вместе с консерваторами и другими правыми). Также он выступает за объединение Ирландии в единое и независимое государство. После начала полномасштабной российско-украинской войны, он возложил вину на Запад, «накачивавший Украину натовским оружием, наемниками и пропагандой». Партия выступила за «скорейшее начало переговоров». После этого руководитель шотландского электорального альянса All for Unity, в который входила и Рабочая партия, Джейми Блэкетт сообщил, что альянс прекращает свою деятельность.

## Известные участники
- Джордж Галлоуэй — основатель и лидер РПБ, ранее был депутатом парламента в 1987—2005 годах (от Лейбористской партии и как независимый), затем в 2005—2010 и 2012—2015 годах (оба раза от Партии RESPECT), февраль 2024 — май 2024 (от РПБ).
- Крис Уильямсон — бывший депутат от Лейбористской партии(2017—2019).
- Брайан Трэверс — участник группы UB40. Умер 22 августа 2021 года.
- Питер Форд — бывший посол Великобритании в Бахрейне (1999—2003) и Сирии (2003—2006).